# Splendori e miserie di Madame Royale
Splendori e miserie di Madame Royale è un film del 1970 diretto da Vittorio Caprioli.
Pellicola di produzione italo-francese, di cui Caprioli è regista, interprete, nonché autore di soggetto e sceneggiatura (insieme a Enrico Medioli, Bernardino Zapponi).

## Trama
Alessio è un ballerino omosessuale che ha abbandonato il mondo dello spettacolo per prendersi cura di Mimmina, figlia di un suo vecchio amante e mantenuto. Mimmina si caccia ripetutamente nei guai e viene arrestata dopo aver avuto un malore a seguito di un aborto clandestino (all'epoca in cui fu girato il film la pratica dell'aborto era ancora illegale).
Alessio, che per vivere fa il corniciaio, nelle vesti di "Madame Royale", tiene periodicamente degli intrattenimenti en travesti con gli amici della comunità omosessuale, tra cui "Bambola di Pekino". Viene preso di mira dal commissario di polizia che ha arrestato Mimmina e, con la promessa di evitare a Mimmina la condanna penale a seguito dell'aborto, lo convincerà a fare l'informatore per la questura.
Grazie alle sue delazioni, la polizia riesce a scoprire alcuni trafficanti di droga e falsari di quadri. Ma le voci delle sue confidenze all'ambiguo commissario, da cui Alessio è attratto, girano velocemente e l'uomo viene abbandonato da tutti gli amici.
Solo e senza protezioni, Alessio decide di lasciare la città. Ma, prima di poter partire, verrà ucciso dalla malavita.

## Produzione
Il film è una co-produzione italo francese, della Mega Film e della Société Nouvelle de Cinématographie (SNC).
Tra gli interpreti del film, Felice Musazzi, fondatore e componente della celebrata compagnia teatrale dialettale celebre negli anni sessanta I Legnanesi. Insieme a lui, nel film, compaiono altri attori della medesima compagnia, a cominciare da Tony Barlocco che interpreta un travestito nel salotto di Madame Royale; altri attori della compagnia I Legnanesi che presero parte al film furono Renato Lombardi, Giuseppe Parini, Giampiero Colombo, Gianni Ariodanti, Luigi Zoni e Piergiorgio Colombo.
Secondo la recensione de La Stampa il film "colpisce un vizio, quello degli omosessuali che usano travestirsi, mostrando alcuni di costoro che tengono sconcertanti sedute domenicali camuffati in maniera carnevalesca". Intervistato da Nadia Madeo dello stesso quotidiano, tuttavia, Vittorio Caprioli mette le mani avanti quando ancora le riprese non sono finite. "Il film" spiega, "è una storia d'amore e di solitudine. Un amore puro e autentico di un uomo per una ragazzina. Solo che la dedizione che lui nutre per lei è di tipo materno, e tutto ciò che desidera, alla fine, è essere chiamato mamma". Caprioli si augura, inoltre, che il pubblico capisca "il mio intendimento, che è quello di non prendere posizione, di non formulare giudizi, bensì di sostenere che per amore si può arrivare a tutto, come avviene al mio Alessio". L'idea del film, spiega infine Caprioli, nasce "dalle confidenze che una sera, con grande malinconia, mi fece a Parigi un vecchio signore, costretto dall'età ad abbandonare il locale di Madame Arthur Aveva cercato lavoro e aveva ottenuto un posto da spazzino ma proprio nel suo quartiere, e non si sentiva la forza di affrontare il lavoro in tuta da netturbino proprio nelle strade dove aveva sempre girato in gonna e tacchi alti".

## Distribuzione
Il film uscì nelle sale francesi il 27 agosto 1980. Venne distribuito anche con i titoli: Madame Royale in Grecia e Spagna; O kyrios itan... kyria!	in Grecia (titolo della riedizione); Que fais-tu grande folle? in Francia.

## Critica
(Tullio Kezich)
(Alberto Pezzotta)

## Colonna sonora
Musiche composte da Fiorenzo Carpi e dirette da Bruno Nicolai. Il testo della canzone Vecchio mio, eseguita da Ugo Tognazzi è di Vittorio Caprioli.